# Xavier-Luc Duval

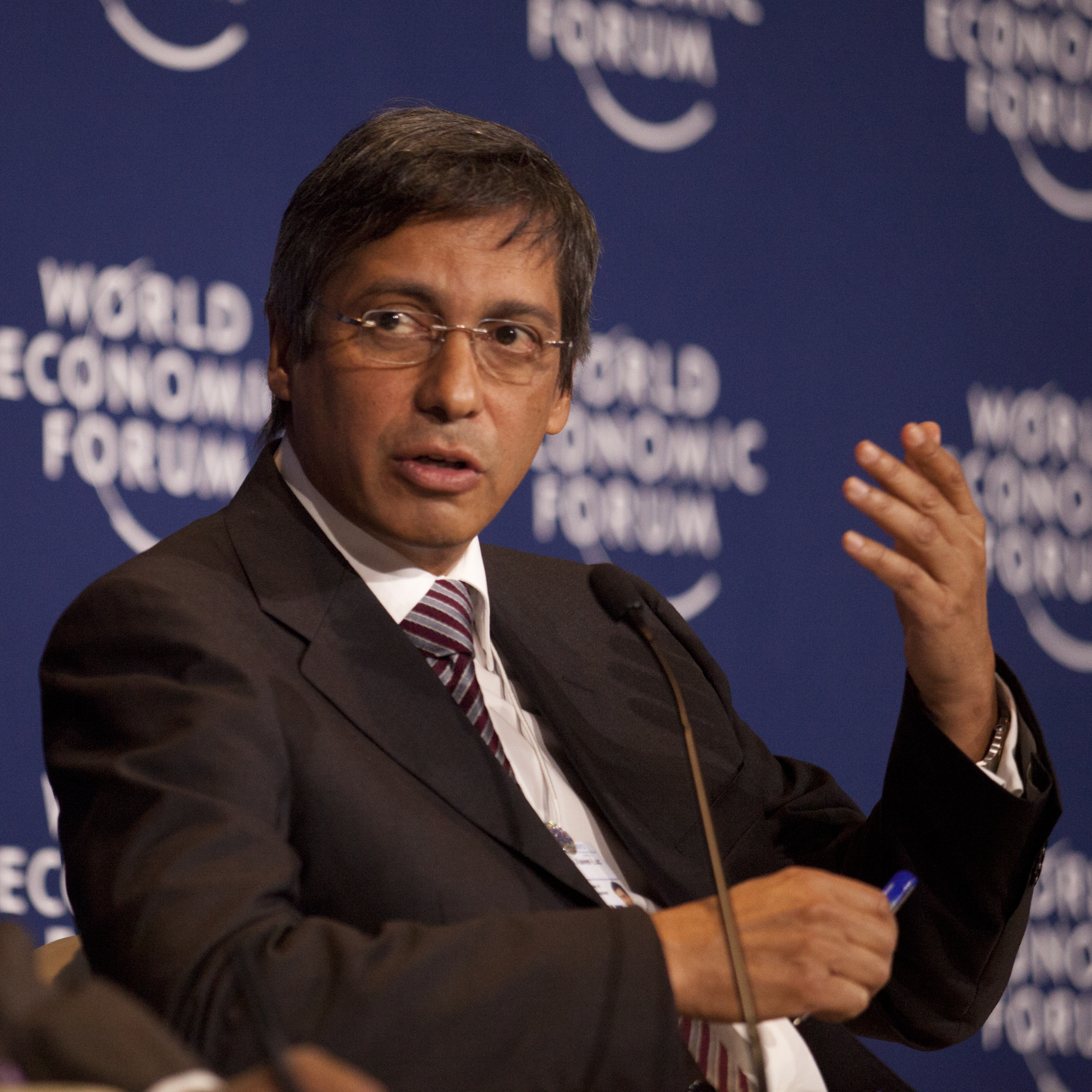
Xavier-Luc Duval beim Weltwirtschaftsforum (2012).

Charles Gaëtan Xavier-Luc Duval, GCSK, FCA (* 28. Januar 1958) ist ein Politiker der Parti Mauricien Social Démocrate (PMSD) aus Mauritius, der mehrmals Vize-Premierminister, stellvertretender Premierminister und Minister war. Er war zwischen 2016 und 2019 Oppositionsführer und fungiert seit 2021 erneut als Oppositionsführer in der Nationalversammlung.

## Leben
Charles Gaëtan Xavier-Luc Duval ist der Sohn von Sir Gaëtan Duval, der zwischen 1969 und 1973 Außenminister war. Nach dem Schulabschluss begann er ein Studium der Wirtschaftswissenschaften an der University of Leeds, das er mit einem Bachelor of Arts (B.A. Economics) beendete. Er war zwischen 1986 und 1990 Partner von Deloitte Haskins and Sells (Mauritius) und ist Fellow des Institute of Chartered Accountants in England and Wales (FCA). Er wurde als Kandidat der Parti Mauricien Social Démocrate (PMSD) erstmals Mitglied der Nationalversammlung und vertrat in dieser zunächst bis 1991 den Wahlkreis No. 4 Port Louis North and Montagne Longue. 1990 war er Gründungspartner von Coopers & Lybrand (Mauritius) und war dort bis Juni 1997 tätig. 1991 wurde er wieder zum Mitglied der Nationalversammlung gewählt und vertrat in dieser nunmehr bis 1995 den Wahlkreis No. 6 Grand Baie and Poudre D’or. 1995 war er kurzzeitig Minister für Industrie, industrielle Technologie und Tourismus im ersten Kabinett von Premierminister Anerood Jugnauth. Nach seinem Ausscheiden aus dem Parlament war er im Juni 1997 Gründer sowie bis 2006 Geschäftsführender Direktor von The Financial Training Company (Mauritius) Limited und Halifax Management Limited. Daneben war er von 1997 bis 2006 auch Senior Partner von Nexia Mauritius.
1999 verließ Duval Parti Mauricien Social Démocrate (PMSD) und gründete mit der Parti Mauricien Xavier-Luc Duval seine eigene Partei, die er von 1999 bis 2000 für den Wahlkreis No. 20 (Beau Bassin and Petite Rivière) in der Nationalversammlung vertrat. Im ersten Kabinett von Premierminister Navin Ramgoolam war er daraufhin zwischen 1999 und 2000 Minister für Industrie, Handel, Unternehmensangelegenheiten und Finanzdienstleistungen. 2000 wurde er im Wahlkreis Wahlkreis 17 Curepipe and Midlands erneut zum Mitglied der Nationalversammlung gewählt und war in der Legislaturperiode von 2000 bis 2005 Vorsitzender des Rechnungsprüfungsausschusses. Bei den Wahlen am 12. Juli 2005 wurde er im Wahlkreis Wahlkreis 18 Belle Rose and Quatre Bornes wiederum in die Nationalversammlung gewählt und in diesem Wahlkreis bei den Wahlen am 18. Mai 2010, 11. Dezember 2014 sowie am 8. November 2019 jeweils wiedergewählt. Daraufhin war er zwischen 2005 und 2010 im zweiten Kabinett von Premierminister Navin Ramgoolam zunächst Vizepremier sowie Minister für Tourismus, Freizeit und externe Kommunikation. In dieser Zeit kehrte er 2009 zur Parti Mauricien Social Démocrate (PMSD) zurück und wurde deren Parteiführer, während Maurice Allet die Funktion des Präsidenten der PMSD übernahm.
Im Zuge der Regierungsumbildung nach der Wahl vom 18. Mai 2010 fungierte er im zweiten Kabinett von Premierminister Navin Ramgoolam zwischen 2010 und 2011 zunächst als Vize-Premierminister sowie als Minister für soziale Integration und wirtschaftliche Stärkung sowie im Anschluss von 2011 bis 2014 als Vize-Premierminister sowie Minister für Finanzen und wirtschaftliche Entwicklung. Für seine Verdienste als Finanzminister wurde erhielt er 2012 den Distinguished Foreign Business Leadership Award der wirtschaftswissenschaftlichen Fakultät (Villanova Business School) der Villanova University. Darüber hinaus wurde er von der Fachzeitschrift Africa Investor 2012 und 2013 zum Afrikanischen Finanzminister des Jahres gewählt. Auch die Zeitschrift African Leadership Magazine wählte ihn 2012 zum Afrikanischen Finanzminister des Jahres.
Nach den Wahlen vom 11. Dezember 2014 übernahm Xavier-Luc Duval am 17. Dezember 2014 im dritten Kabinett von Premierminister Anerood Jugnauth die Ämter als Stellvertretender Premierminister, Minister für Tourismus und externe Kommunikation. Nachdem seine Parti Mauricien Social Démocrate am 20. Dezember 2016 die Koalition mit der Mouvement Socialiste Militant (MSM) von Jugnauth verlassen hatte, fungierte er als Nachfolger von Paul Bérenger zwischen dem 20. Dezember 2016 und seiner Ablösung durch Arvin Boolell am 14. November 2019 erstmals als Oppositionsführer. Bei den Wahlen vom 8. November 2019 wurde er für die PMSD im Wahlkreis Wahlkreis 18 Belle Rose and Quatre Bornes erneut zum Mitglied der Nationalversammlung gewählt und ist seit dem 2. Dezember 2019 wieder Vorsitzender des Rechnungsprüfungsausschusses. Am 4. März 2021 übernahm er von Arvin Boolell abermals die Funktion als Oppositionsführer in der Nationalversammlung. Für seine Verdienste wurde er Großkommandeur des Order of the Star and Key of the Indian Ocean (GCSK).